# Lampromyia flavida
Lampromyia flavida är en tvåvingeart som beskrevs av Engel och Cuthbertson 1937. Lampromyia flavida ingår i släktet Lampromyia och familjen Vermileonidae.
Artens utbredningsområde är Zimbabwe. Inga underarter finns listade i Catalogue of Life.